# Vector de clonación
Los vectores de clonación o vector molecular son moléculas transportadoras que transfieren y replican fragmentos de ADN que llevan insertados mediante técnicas de ADN recombinante.
Para que sirva de vector, una molécula debe ser capaz de replicarse junto con el fragmento de ADN que transporta.
También tiene que tener secuencias de reconocimiento que permitan la inserción del fragmento de ADN a clonar.
Para insertar un fragmento de ADN a un vector, se utiliza una enzima de restricción que se mezcla con fragmentos de ADN producidos con la misma enzima, posteriormente, se adiciona la enzima Fosfatasa Alcalina, la cual es la encargada de evitar la recircularización del vector, ya que adiciona un extremo 3' Fosfato que evita la unión de ambos extremos así como la complementariedad y formación de un enlace fosfodiéster. Inmediatamente se adiciona el ADN que pretende insertarse en el vector, donde uno de los extremos se une por complementariedad y se utiliza una ligasa para generar la unión y su recircularización.
Los vectores que transportan un fragmento insertado se denominan vectores recombinantes.
Todo vector de clonación debe contener los siguientes elementos:
- Origen de Replicación: Es la región que codifica para el inicio de la síntesis de ADN, el cual le da la cualidad de poder replicarse de manera independiente al ADN cromosómico, ya sea en un sistema bacteriano o en un sistema de expresión en levaduras.

- Agente de Selección: Son genes contenidos en la secuencia del vector, los cuales le confieren características adicionales al sistema de clonación (bacterias, levaduras, etc.), que permiten la identificación y selección de las clonas recombinantes, es decir, clonas que contienen el fragmento de ADN de interés. Ejemplos de esto son los genes que codifican para la resistencia a antibióticos, como lo son los de resistencia a la ampicilina o a la tetraciclina, o por el contrario, pueden ser marcadores metabólicos como el gen Lac Z, que codifica para la síntesis de la enzima beta galactosidasa o marcadores auxotróficos, como lo es el gen que codifica para la síntesis de histidina (muy utilizado en los sistemas de expresión y clonación en levaduras).

- Polilinker o Sitio de Multiclonación: Región contenida dentro de las secuencias de los genes que codifican para los marcadores, que contienen múltiples sitios de restricción, es decir, múltiples sitios de reconocimiento para las enzimas de restricción, que permiten la inserción de los fragmentos de ADN que se desea clonar en un sistema.

## Tipos de vectores

### Plásmidos
Los plásmidos fueron los primeros vectores que se desarrollaron, y aún son ampliamente usados.
Estos vectores proceden de moléculas de ADN de doble cadena extracromosómicas que se encuentran de manera natural y que se replican autónomamente dentro de las células bacterianas.

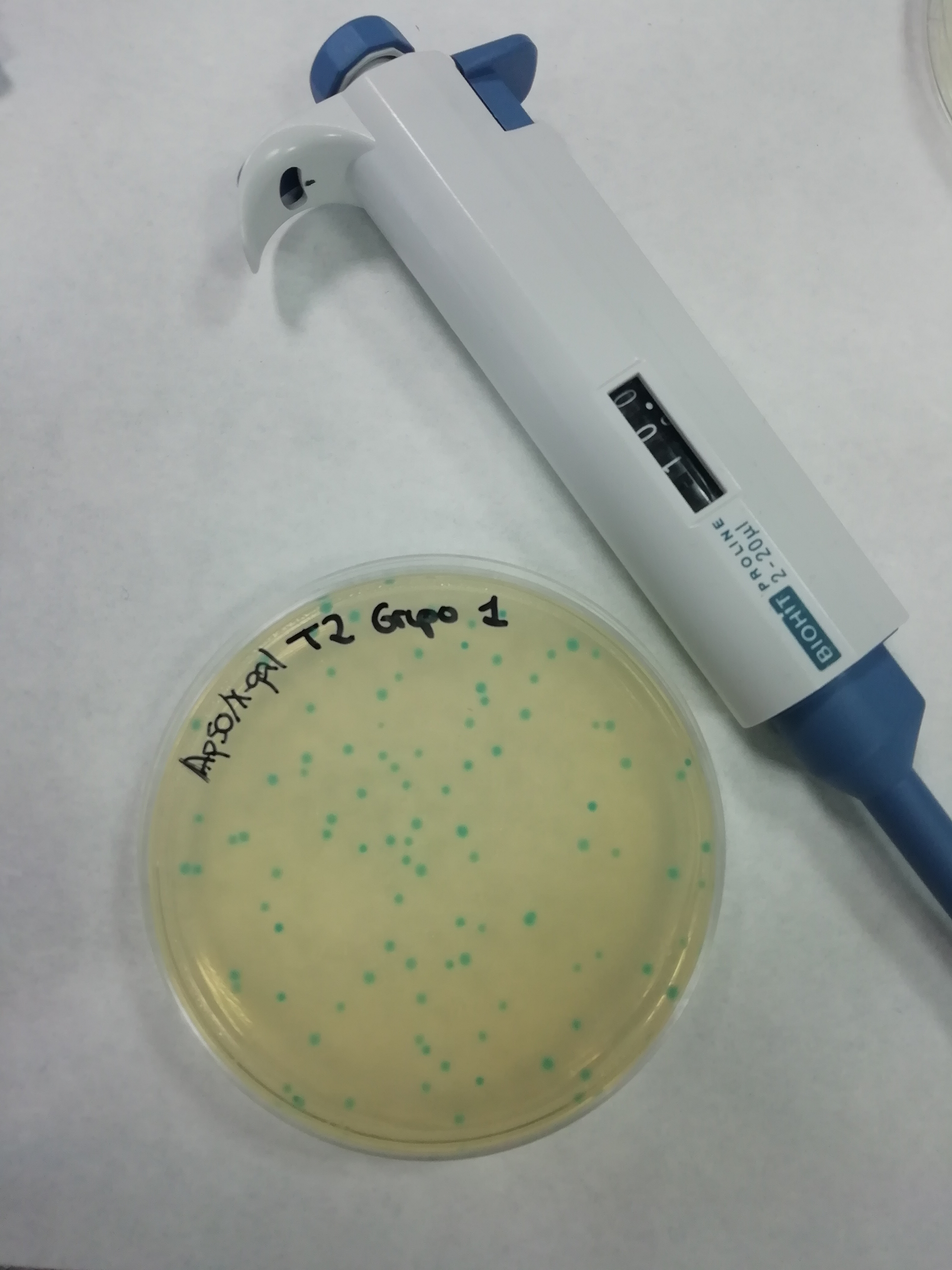
Siembra de un cultivo de células en un medio con ampicilina y x-gal de E. coli JM83 transformadas para introducir el plásmido pUC18

#### pUC18
Es un plásmido muy utilizado, ya que presenta unas características que son muy beneficiosas:
- son derivados del pBR322,

- Es pequeño, de modo que puede transportar fragmentos de ADN relativamente grandes (de unos 10 000 pares de bases).

- Tiene un origen de replicación y puede producir hasta 500 copias de los fragmentos de ADN insertado por célula.

- Se ha modificado para que presente muchas secuencias de reconocimiento para enzimas de restricción que se han agrupado en una región denominada polylinker o multiple cloning site.

- Permite la identificación sencilla de los plásmidos recombinantes, ya que contiene un fragmento del gen bacteriano lacZ que produce colonias de color azul, al desdoblar y precipitar el reactivo X-Gal, por medio de la enzima Beta-galactosidasa codificada por lacZ. Si se inserta un fragmento de ADN en el polylinker, se inactiva este gen, la enzima Beta galactosidasa no se produce y por tanto el X-gal no se precipita y esto da lugar a colonias de color blanco.

### Bacteriófago lambda
El genoma del fago lambda se ha cartografiado y secuenciado completamente. Para ser utilizado de vector, el tercio central de su cromosoma puede ser reemplazado por ADN exógeno, sin que ello afecte a la capacidad del fago de infectar células y formar cápsides.
Para clonar ADN utilizando este vector, se purifica el ADN del fago y se corta con una enzima de restricción, con la misma enzima de restricción cortamos el fragmento de ADN de interés y los unimos con una ADN ligasa.
Los vectores lambda recombinantes se empaquetan in vitro en las cápsides proteicas del fago, y se introducen en células huésped bacterianas. Dentro de las bacterias, los vectores se replican y forman muchas copias del fago infectivo, llevando todas ellas el fragmento de ADN de interés en la clonación.
Los vectores fágicos pueden transportar fragmentos de hasta 20 kb ( kilobases).

### Cósmidos
Los cósmidos son vectores híbridos utilizando partes del cromosoma de lambda y de plásmidos.
Tienen la secuencia cos del fago lambda, necesaria para el empaquetamiento del ADN del fago dentro de su cubierta proteica, además contienen secuencias plasmídicas necesarias para la replicación y genes de resistencia a antibióticos.
Los cósmidos pueden transportar casi 50 kb de ADN insertado.

### YAC
Los YAC son cromosomas artificiales de levadura.
Un YAC tiene telómeros en sus extremos, un origen de replicación y un centrómero. Estos componentes están unidos a genes marcadores de selección y a un grupo de enzimas de restricción para insertar ADN exógeno.
Estos cromosomas artificiales de levadura permiten clonar grandes trozos de ADN, de 100 a 1000 kb.

### BAC
Un BAC es un cromosoma artificial bacteriano, basado en el plásmido de fertilidad ( factor F ) de bacterias. Es el más utilizado.
El factor F es un plásmido que se replica independientemente y que transfiere información genética durante la conjugación bacteriana.
Los BAC son circulares y muy estables, con lo que no se rompen. Tienen un tamaño de 100 kb y pueden transportar insertos de entre 100 y 300 kb. Solo permiten una copia del cromosoma por célula.